# LVDT

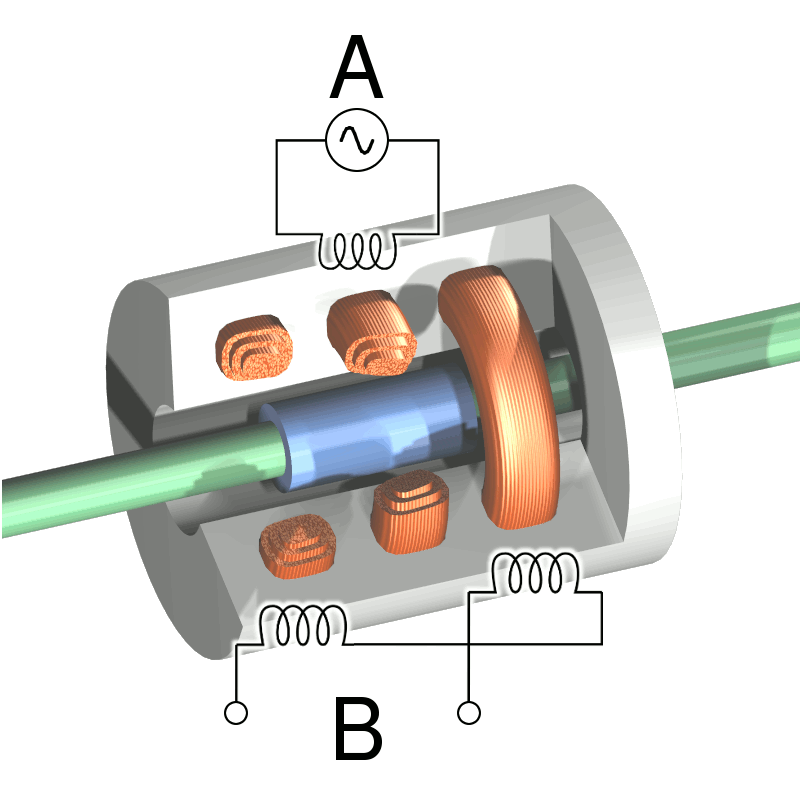
LVDT

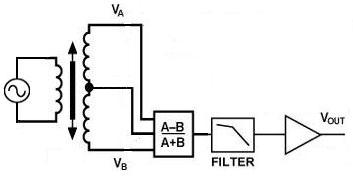

LVDT (англ. Linear Variable Differential Transformer, диференційний трансформатор для вимірювання лінійних переміщень, LVDT-датчик) — метод вимірювання лінійних переміщень на базі диференційного трансформатора.
Типовий діапазон вимірювань — від сотих часток міліметра до десятків сантиметрів.
Індуктивні лінійні перетворювачі широко застосовуються в різних промислових системах завдяки своїй високій надійності, порівняно низькій вартості і практично необмеженому терміну служби. Принцип дії датчиків переміщення LVDT заснований на індуктивному перетворенні механічного руху в електричний сигнал. Індуктивні датчики є безконтактними, оскільки між рухомим осердям (синього кольору) і обмоткою є зазор. Завдяки цьому такі датчики майже не схильні до зносу. Міцний корпус дозволяє експлуатувати їх у важких умовах — під тиском, при високих температурах, під водою.